# 玉壁之戰 (546年)
玉壁之战，是南北朝时期东魏丞相高欢对西魏发动的战役，旨在攻取战略要地玉壁城，进而打开西进的道路。546年十月，高欢率重兵进攻玉壁城。西魏守将韦孝宽积极防守，东魏军屡攻不下，伤亡惨重，高欢忧愤成疾。546年11月，在五十日的苦战之后，东魏军撤退。隔年高欢病死。

## 经过

### 前因
沙苑之战中高欢大败后，西魏趁胜进击，包围蒲坂，在河东薛氏的响应下，宇文泰攻占了绛郡、定阳和蒲坂，从此西魏拥有了这块进可威逼晋阳，退可拱卫关中的军事重地。公元539年，西魏王思政上表，请求移镇于此，并在这里选择玉壁，修筑城池。玉壁城处于汾水和涑水的峨眉塬（地处如今的运城盆地中部）北缘，峨眉塬西面是黄河峡谷， 边缘因为受到水的冲刷形成了非常陡峭的高崖，高达五十余米，堪称天然的防御壁垒，而在塬上，地形平坦土地肥沃，非常适合驻军囤田，又游稷王山和孤峰山两座制高点方便观察形势，而王思政修筑的玉壁城在峨眉塬的最北端，几乎背靠汾河，控水扼道，随时威胁到汾水上游的晋阳。高欢原本可以绕开潼关天险，绕道蒲坂直扑长安，但现在这块土地已经被西魏占领，所以玉壁城成为了高欢的眼中钉。
公元542年，高欢连营四百里，向玉壁开来，高欢大军兵临城下，随后写信劝降王思政，以并州刺史的官职威逼利诱他，却反而被王思政讥讽不守信用，当年可朱浑元投降了他，却没得到许诺的并州刺史的官职。高欢被激怒，下令围攻玉壁城长达九日，此时又赶上天降大雪，东魏冻死者甚众，高欢无奈，只好撤回而去，回去就将可朱浑元升任为并州刺史。

### 攻防
西魏将并州刺史王思政调任荆州刺史，王思政离任之前，举荐晋州刺史韦孝宽，防守玉壁，当东魏得知王思政离任的消息，高欢极为激动，认为夺回玉壁的时机已经到来。于是倾山东之众，企图一战而胜。 
公元546年，东魏大军连营数十里包围玉壁，高欢首先动用人力，将汾水改道，企图断绝玉壁城中的水源，但是韦孝宽命人在玉壁城中打深水，解决了这个问题。于是高欢在城南起土山，试图在高度上盖过玉壁的城墙然后居高临下发动攻势。韦孝宽则处变不惊，将城墙上敌楼再次加高，气得高欢派出使者向韦孝宽放出狠话：“你把楼盖到天上去，我就挖地道攻破你的城池！”
高欢在城北重新垒起了土山，在城南挖起了地道，面对高欢的攻势，韦孝宽早就自己先挖了一道长沟，并派兵驻守，等到东魏的士兵挖进城内的时候，正好被韦孝宽的长沟截断，凡是出来的东魏士兵都被驻守的西魏士兵斩杀。而躲在地道内士卒，韦孝宽命人在地道口堆积柴火点燃，然后加上鼓风机在地道内扇风。一时内地道烟火涌入，东魏士兵被灼烧熏死这甚众。高欢内心愤恨，命令士兵建造攻车撞城，车之所及莫不摧毁。韦孝宽选择以柔克刚，将布缝合成一个巨大的布幔，攻车攻向哪里，就向布幔放在哪里，与城墙见隔开一段距离，很大程度上缓和了攻车撞击的力度，城墙得以保全。东魏试图反制，将松枝和麻杆等易燃物品绑在长杆上点燃，准备将韦孝宽架起的布幔连带敌楼一起烧掉，但火把还没碰到布幔，城墙上已经伸出了一杆杆十分锋利的长钩，长钩子将火把上松枝和麻杆的部分截断，导致东魏的火攻失败。 
于是东魏士兵又一次挖起了地道，只是这一次地道没有挖到城内，而是挖到城墙下就停下，当抵达城墙下的时候，东魏士兵就放火烧毁支撑地道的梁柱，地道坍塌，上面的城墙也会失去支撑，轰然倒塌，高欢十分自信这种攻城的方法，他曾在攻打邺城的时候就做过。于是东魏士兵在玉壁城的四面又开启了二十条地道准备隳城。于是韦孝宽每当一处城墙被挖塌，他就会立即用木栅栏堵上缺口，以此来补救。东魏士兵看见城墙虽然没了，但又是一座营垒，东魏士气受挫，于是韦孝宽在此时发起反攻，攻占了城北东魏垒成的土山。
高欢无奈，只好派祖珽劝降韦孝宽，祖珽对韦孝宽说：“君独守孤城而西方无救，恐终不能全，何不降也？” 韦孝宽回答道：“我城池严固，兵食有余，尔者攻者多自费力，我等守者常安逸，再者哪有城池被围十余日就必须救援的呢？我倒是担心你们的军队会有来无回啊！我韦孝宽，关西男子，必不为降将军也！”
祖铤又对城中的军民说道：“韦城主受君荣禄，必须要守城，可尔等军民，没必要跟着他赴死啊！” 祖珽出城后，写上能斩韦孝宽者，拜为太尉开国郡公，赏帛万匹，然后用弓箭射入墙内，韦孝宽看到悬赏信，旋即在背面写道：“能斩高欢者也同等封赏”。
如此，东魏面对玉壁城毫无办法， 苦苦围攻了五十天之后，东魏患病而死者多大七万，向来体恤六镇士兵的高欢将阵亡将士的遗体聚在一起安葬，自己也因为心力憔悴，一病不起，于是恐慌的情绪迅速在东魏军中蔓延，高欢不得已下令撤围玉壁。

## 结局

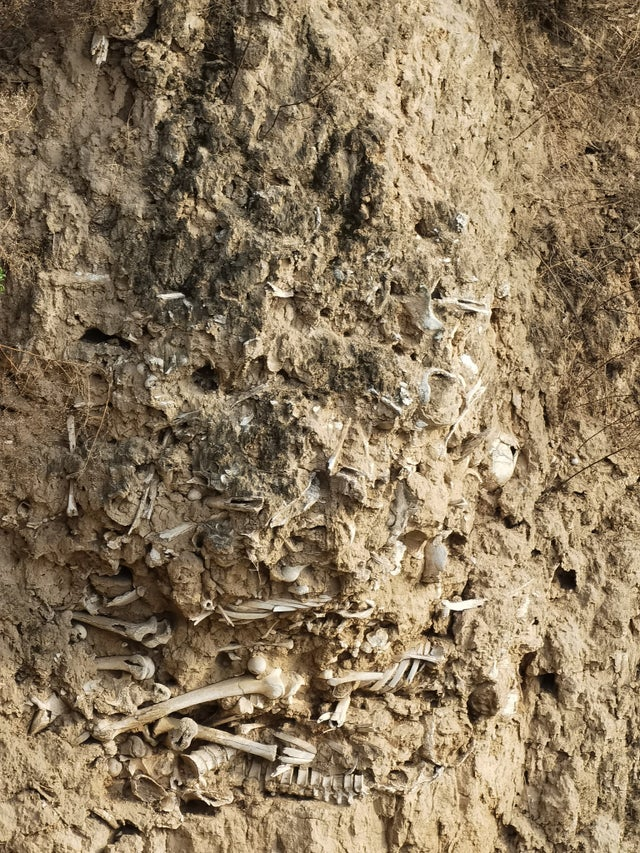
玉壁之战遗址中东魏兵马的累累白骨

東魏在玉壁之戰大敗，当时高欢患病，渐渐地东魏军中开始传出流言，说高欢被西魏的定攻弩射杀，这流言传到西魏的时候，西魏也很配合高欢被弓弩射中的流言，放出话说：“劲弩一发，必然殒命”，这样一来，高欢已死的消息甚嚣尘上。高欢听说后，勉强支撑着病体，上座召见权贵来打破流言，在宴席之上高欢命令敕勒人斛律金唱《敕勒歌》：「敕勒川，陰山下，天似穹廬，籠蓋四野。天蒼蒼，野茫茫，風吹草低見牛羊。」歌声铿锵，高欢自己参与合唱，想起了玉壁之战中鲜卑士兵的累累白骨，想到了自己数次征伐西魏的留下的遗憾和不甘，哀感流涕。
高欢当年将玉壁城七万战死的士卒埋在了一起，形成了万人冢。万人冢原先黄土覆盖，后因年久水土流失，白骨露野。黄土崖边累累白骨可见当年玉壁之战的激烈。